# Argyranthemum lidii
Argyranthemum lidii es una especie de planta herbácea perteneciente a la familia de las asteráceas, originaria de las Islas Canarias. 

## Descripción
Argyranthemum lidii  es un endemismo de la isla de Gran Canaria. Se trata de un arbusto de hasta 60 cm de altura, que posee  hojas bipinnatífidas, con un corto peciolo que posee una escama en la base y con lóbulos foliares planos y obtusos, glabros o escabrosos. Los capítulos se presentan en inflorescencias corimbosas de 2-6 capítulos de 1-1,5 cm de ancho. Se conoce como "magarza de Lid". Esta especie figura en el Catálogo Nacional de Especies Amenazadas en la categoría de "en peligro de extinción", manteniendo por tanto dicha categoría en el Catálogo Canario de Especies Protegidas. En caso de disminución de la protección en el Catálogo Nacional, pasaría a la consideración de "vulnerable" en el Catálogo Canario.

## Taxonomía
Argyranthemum lidii fue descrito por Humphries   y publicado en Bull. Brit. Mus. (Nat. Hist.), Bot. 5(4): 205. 1976
Etimología
Argyranthemum: nombre genérico que procede del griego argyros, que significa "plateado" y anthemom, que significa "planta de flor", aludiendo a sus flores radiantes pálidas.
lidii: epíteto  otorgada en honor de Johannes Lid (1886-1971), botánico noruego que estudió la flora de las islas Canarias. 